# Castello di Cuasso
Il castello di Cuasso, noto anche come Castelasc in varesotto, è un importante edificio difensivo di fondazione altomediovale della provincia di Varese e dell'Insubria. Esso occupa l'intero crinale di un colle il cui nome è divenuto eponimo dell'intero comune di Cuasso al Monte, all'interno del quale sorge la struttura. Ne rimangono oramai solo imponenti ruderi.

## Storia
Per la frammentarietà di fonti scritte la sua storia è ancora avvolta in gran parte dal mistero. Si ipotizza sia stato cruciale nello scontro tra guelfi e ghibellini nel XIII secolo quando fu probabilmente possedimendo della famiglia dei da Besozzo come caposaldo orientale dei loro possedimenti al confine con quelli dei Torriani. Al termine di tali conflitti, in cui trionfarono i Visconti, con la costituzione di un unico Stato che poi sarebbe diventato il ducato di Milano, il castello perse progressivamente di importanza tanto da finire nella lista di un'ordinanza di Francesco Sforza in cui si ordinava di abbattere un determinato numero di fortificazione. In quel tempo tuttavia già versava in stato di abbandono tanto che tale ordinanza non fu portata a termine per mancanza di una funzione esercitata. Di certo dai pochi scavi e studi condotti in loco hanno appurato che si trattava di un castello posto sull'antica via che portava da Milano ai valichi alpini del San Bernardino e del San Gottardo. La sua edificazione al vertice di una gola in forte pendenza lo rendeva di fatto inespugnabile e chiave dell'intera viabilità dell'epoca romana e medievale. La sua prossimità al fiume Cavallizza, nelle cui vicinanze si trovavano miniere di argento, di piombo e, in misura molto minore, d'oro fanno supporre anche una sua importanza economico nel controllo delle risorse telluriche.

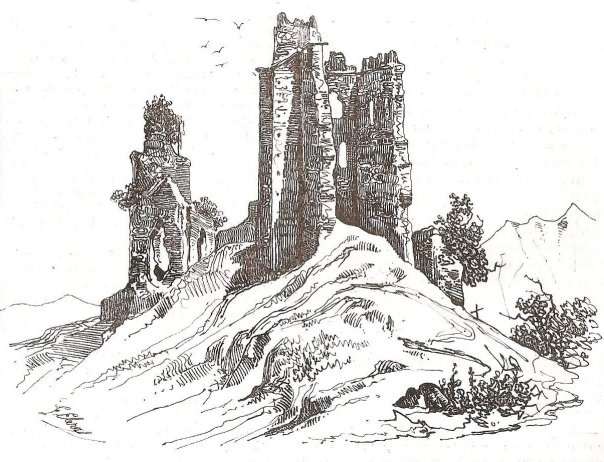
La parete sud del castello di Cuasso in un'incisione di Giuseppe Elena tratto da Cosmorama Pittorico del 1835.

### Fondazione
L'attuale castello risulta costruito in più tappe. La torre più antica di epoca gallo-romana venne ampliata in epoca longobarda secondo un'insolita pianta, i cui unici raffronti si possono trovare nel castello di Warkworth in Northumberland (Regno Unito) e nell'oramai scomparso castello di Trecate. Si sa per certo che l'attuale castello inglese sorge su un preesistente insediamento sassone ricalcandone la forma.
Per tale motivo, è stata ipotizzata una edificazione da parte di maestranze sassoni. Paolo Diacono nella sua Historia Langobardorum narra di circa 20.000 sassoni discesi insieme ad Alboino nella primavera del 568. I Sassoni vantavano una comune ascendenza con i Longobardi, avendo risieduto entrambi nel I secolo nella zona estrema settentrionale della Germania romanizzata, lungo il corso del fiume Elba. Nel 734 una parte di ventimila arimanni, a causa di disaccordi con il potere centrale longobardo, si allontanarono dall'Italia. Il castello fu sicuramente un presidio militare della via che conduceva da Como al Gottardo in quanto, prima della costruzione del ponte di Melide la strada principale passava attraverso di esso. Fu parte poi del Contado del Seprio per essere poi abbandonato definitivamente verso il XIII secolo. Fu in seguito sede della parrocchiale di Cuasso fino a metà del XVI secolo per essere poi ridotto a cimitero nei secoli successivi. Ebbe nuovamente funzione di punto di osservazione e di stalla all'epoca della costruzione della Frontiera Nord.

### Etimologia
Lo stesso toponimo Cuasso non deriverebbe da un generico Locus cuvaxi (luogo del covo) che non ha particolare senso in quanto la parola "covo" in latino viene resa semplicemente con covum. Esso molto più probabilmente potrebbe derivare da una crasi tra la parola latina covum (covo) e quella germanica, ma latinizzata, Sachsum-i (spada-Sassone), secondo una forma tarda di declinazione latina, ove al classico Saxo-onis è subentrata la forma radicale germanica Sachs-i; tale lemma è comunque attestato nell'alto tedesco antico. Secondo molti studi la lingua longobarda apparteneva non alla branca orientale delle lingue germaniche ma a quella occidentale, come il sassone.
La disseminazione di componenti del proprio popolo sul territorio conquistato era una consuetudine tipicamente longobarda. Tale dispersione veniva attuata secondo i gruppi familiari, le fare. Venivano fondati nuovi villaggi o piazzeforti che ancor oggi sopravvivono nella toponomastica italiana come Fara Filiorum Petri, Vidigulfo (Vicus Lodulfi), Mendrisio (Locus Mandrici). Questo metodo però favorì anche la dissoluzione dell'elemento longobardo nel precedente substrato gallo-romano.

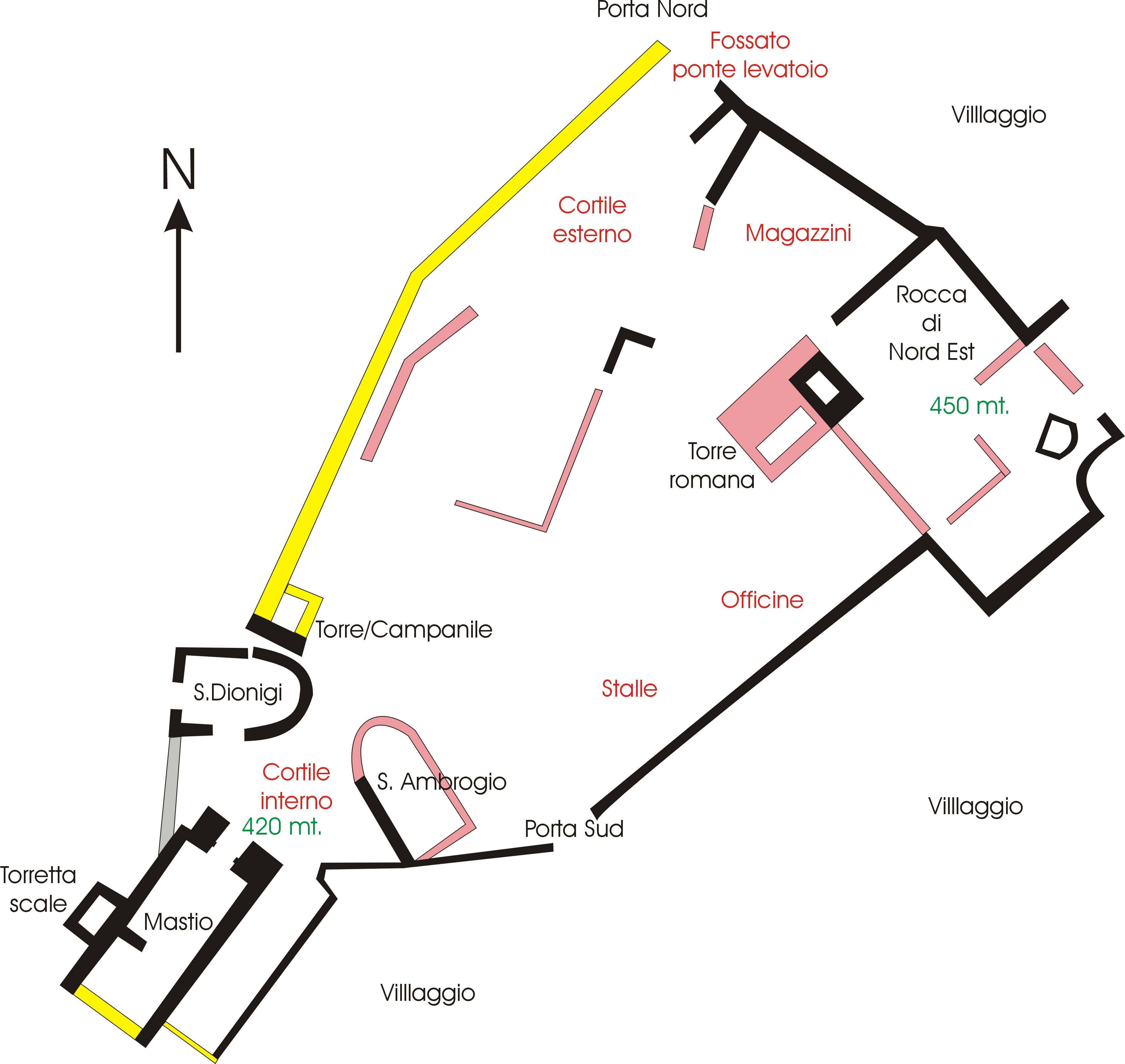
Mappa del castello di Cuasso con un'ipotesi di ricostruzione degli ambienti.
In nero, le strutture esistenti; in rosa, i ruderi ancora da identificare; in giallo, le strutture possibili.

## Struttura e stato attuale
La costruzione occupa per intero la collina di Cuasso, seguendo la direttrice nord-sud, e occupa un'area di circa 3500 m², con un perimetro che si sviluppa su circa 400 metri. L'altimetria va dai 430 metri s.l.m del mastio ai 455 della rocca di nord-est.
Il mastio, in posizione di controllo della gola proveniente dalla valle, risulta visibile, per chi proviene da sud, anche da una decina di chilometri, pur essendo localizzato in una posizione defilata: questo ne attesta l'importanza strategica.
Il castello era in origine composto da quattro piani distinti con un tetto merlato, alla guelfa, mentre sulla parete ovest si appoggiava una piccola torre al cui interno correvano le scale per raggiungere tutti i piani. Il mastio si presentava come la prora di una nave e probabilmente sulla scomparsa parete sud non vi erano accessi, ma solo finestre. Da quel punto poteva facilmente controllare la sottostante strada con un indubbio vantaggio strategico dovuto alla maggiore altezza.
Alle spalle del mastio in direzione nord il castello si apriva a ventaglio, con un angolo di circa 15°, con un cortile pianeggiante nel cui interno in successione si ergeva ad ovest la chiesa di San Dionigi, dedicata secondo alcuni al santo di origine franca patrono di Parigi, ma secondo altri a San Dionigi vescovo di Milano nel IV secolo, mentre a est la chiesa di Sant'Ambrogio. La chiesa di San Dionigi aveva due accessi, uno, quello ovest principale, che si apriva all'esterno del castello ed un altro sulla parete sud che dava nel cortile. Questo dimostra che tale chiesa fosse la parrocchiale di un villaggio di legno, oramai scomparso, che sorgeva intorno e ai piedi della collina. Era consacrata (prima del decreto di San Carlo Borromeo), fu la prima chiesa di Cuasso e qui si recavano gli abitanti di Cuasso al Monte e Borgnana, anche dopo la caduta del castello. Entrambe le chiese vennero sconsacrate per ordine dell'arcivescovo Carlo Borromeo e demolite. Le pietre ricavate dalla chiesa di Sant'Ambrogio andarono a formare il primitivo campanile dell'omonima chiesa parrocchiale del 1578, con qualità di basilica minore, in Cuasso al Monte. La chiesa di San Dionigi è tutt'oggi riconoscibile per via dei ruderi della sua torre campanaria, dell'abside e della navata.
La parte ovest era anche quella meglio difendibile. Sulla parete sud-est poco più a nord della presunta chiesa di Sant'Ambrogio, si apriva invece la porta carraia principale il cui ingresso era probabilmente accompagnato da una rampa di legno fissa o mobile, in considerazione del dislivello di parecchi metri che la separava dalla antica strada. Proseguendo verso nord si trovano ruderi di edifici non meglio identificati, forse magazzini o botteghe. La parte orientale si eleva quindi fino all'altezza di 455 metri. Il culmine del poggio è interamente occupato dalla poderosa rocca di nord-est. Essa è la parte più antica del castello, sicuramente di epoca romana faceva parte del sistema delle torri di segnalazione di cui era disseminato l'Impero. I Longobardi non fecero che ampliarla in seguito. Dalla parte più alta del poggio è possibile osservare tutta la porzione meridionale del lago di Lugano, operazione non fattibile dal mastio.
L'accesso alla rocca di nord est rimane difficoltoso per il dislivello e per la presenza di una fitta vegetazione che ne ostacola il cammino. La rocca, godendo di una virtuale imprendibilità e di un'ottima panoramica, fungeva da privilegiato punto di osservazione, tanto da essere ancora utilizzata anche nel corso della prima guerra mondiale, inserita nel contesto della Frontiera Nord, il sistema difensivo italiano verso la Svizzera impropriamente noto come "linea Cadorna", i cui manufatti sono diffusi in abbondanza sul territorio di Cuasso e della val Ceresio.
La parte occidentale invece rimane al livello del mastio, con un ulteriore cortile protetto da mura da quale si accede poi a settentrione a Porta Nord, sicuramente munita di ponte levatoio. Tra il cortile nordoccidentale e la rocca di nord-est si sviluppavano una serie di terrazzamenti, in parte ancora presenti, sui cui pavimenti sorgevano probabilmente costruzione di legno ed anche di pietra.

## Curiosità
Tra maggio e luglio 2012 è stata pubblicata sulla testata online InInsubria una dettagliata inchiesta giornalistica sullo stato di abbandono del castello a firma di Massimiliano Carminati. In nove puntate l'Autore ha cercato di indagare cause e responsabilità del degrado a cui è soggetto il sito da decenni, coinvolgendo le competenti istituzioni, storici locali e studiosi, nonché personalità del mondo della cultura e della politica. L'inchiesta è finalizzata alla sensibilizzazione del problema e alla denuncia di una situazione non rispettosa della normativa vigente in materia di conservazione di beni culturali. Ha inoltre il merito di rafforzare la percezione dell'importanza di natura storico-archeologica del sito. Sono stati fatti analizzare, anche se superficialmente, reperti ritrovati dal prof. Adelio Bianchi, studioso che negli anni settanta ha condotto la prima e unica campagna di scavi e di recupero del castello. Tra questi ci sono oggetti di epoca longobarda e una moneta inglese probabilmente del X secolo, la cui presenza, più che avvalorare l'ipotesi relativa all'impiego di mastri costruttori e maestranze sassoni nell'edificazione delle strutture, testimonia il passaggio lungo la Via Francigena di pellegrini diretti a Roma provenienti dalle grandi isole del Nord Europa.

Il 31 gennaio 2014 il Corriere della Sera ha dedicato sul proprio sito web un articolo nella rubrica sui luoghi abbandonati della Penisola.